# Sacrosanctum concilium
Sacrosanctum Concilium je eden izmed pomembnejših dokumentov Rimskokatoliške Cerkve, ki je nastal med drugim vatikanskim koncilom; objavil ga je papež Pavel VI. 4. decembra 1963. Za dokument je glasovalo 2.147 škofov, proti pa 4.
Slovenski naslov dokumenta je Konstitucija o bogoslužju. Govori zlasti o potrebni prenovi liturgije.